# Баркли, Гарольд
Гарольд Баркли (англ. Harold Barclay; 3 января 1924, Ньютон (Массачусетс) — 20 декабря 2017) — почётный профессор антропологии Альбертского университета, Эдмонтон, Альберта. Его научные интересы относятся к исследованиям сельского общества в современном Египте и северном Судане. Также он известен работами по политической антропологии и антропологии религии.
Он также широко признан ярким автором анархической теории. В частности, Г. Баркли специализируется на описании структуры и репрессивной системы государства, и на том, как обществу существовать без формальной власти. В частности, Баркли развивает идею о том, что общество способно существовать и развиваться самостоятельно, без принуждающей власти. Он высказывает мнение о том, что анархическая форма общества, как и анархистская теория в целом, вовсе не выступают принципиально против организации или тем более против авторитета (лидера), но направлены против законов, правительства и государства, как принуждающего, репрессирующего органа.
Гарольд Баркли объясняет свое видение того, как присутствует власть при анархической форме существования общества следующим образом: «Анархия есть, в конечном счёте, состояние, в котором власть расщеплена шире всего, так что она в идеальном случае распределена по всему обществу. И это отличает анархистскую концепцию от прочих политических теорий, которые, как например марксизм, только стремятся к перенесению власти от одной общественной группы (класса) к другой».

## Избранная библиография
1. Buurri al Lamaab, a suburban village in the Sudan. Cornell studies in anthropology. Ithaca, N.Y.: Cornell University Press, 1964.
2. The role of the horse in man’s culture. London: J.A. Allen, 1980. ISBN 0-85131-329-9
3. Culture: the human way. Calgary. Alta., Canada: Western Publishers, 1986. ISBN 0-919119-11-5
4. People without Government: An Anthropology of Anarchy, rev. ed., Seattle: Left Bank Books, 1990. ISBN 0-939306-09-3.
5. Culture and anarchism. London: Freedom Press, 1997. ISBN 0-900384-84-0
6. The state. London: Freedom Press, 2003. ISBN 1-904491-00-6
7. Longing for Arcadia: memoirs of an anarcho-cynicalist anthropologist. Victoria, B.C.: Trafford, 2005. ISBN 1-4120-5679-9